# Wit en zwart in het schaken
In het schaakspel kunnen de kleuren wit en zwart verwijzen naar verschillende dingen:
- Het schaakbord heeft afwisselend witte en zwarte velden, ook wel lichte en donkere velden genoemd.
- Eén speler speelt met de witte stukken, zijn opponent met de zwarte stukken.
- De twee opponenten in een schaakpartij worden wit en zwart genoemd, of ook wel witspeler en zwartspeler. Wit doet als eerste een zet; daarna doen de spelers om de beurt een volgende zet.

De schaakstukken zijn meestal niet echt wit of echt zwart. De witte stukken hebben een lichte kleur, de zwarte stukken een contrasterende donkere kleur, vaak bruin of zwart. Voor de velden op het bord geldt hetzelfde. Op een houten schaakbord zijn de donkere velden doorgaans bruin gekleurd, zelden zwart. Bij een kunststof schaakbord wordt vaak de kleur groen gebruikt voor de donkere velden.
Voor het contrast is het beter als de witte stukken niet dezelfde kleur hebben als de witte velden, en voor de zwarte stukken en velden geldt hetzelfde.

## Geschiedenis
Het kleurpatroon van het schaakbord werd in de 13e eeuw in Europa bedacht. Dat wit begint, werd pas tegen het einde van de 19e eeuw gemeengoed. In 1883 werd op een groot toernooi in Londen nog geloot welke speler mocht beginnen; deze mocht vervolgens de kleur van de stukken kiezen. In 1889 schrijft wereldkampioen Wilhelm Steinitz dat in de praktijk van grote schaaktoernooien de speler die begint, met de witte stukken speelt. Historische schaakpartijen waarbij de zwartspeler begon hebben een equivalent waarbij de witspeler begint door de kleuren van de stukken te verwisselen en de posities van de stukken links-rechts te spiegelen (transpositie).

## Het voordeel van de voorzet
Sinds 1889 is er veel discussie geweest over het vermeende voordeel van de voorzet, dat wil zeggen het voordeel van de speler die de eerste zet mag doen. In partijen tussen grootmeesters blijkt er inderdaad een significant verschil te bestaan; wit wint (iets) vaker dan zwart.

## De lopers
De loper blijft altijd op velden van dezelfde kleur. Nu doet zich een complicatie voor omdat er witte en zwarte stukken zijn, maar ook witte en zwarte velden waarop een loper is gefixeerd. Spreken van de witte en de zwarte loper is dan verwarrend. Daarom wordt gesproken van lichtveldige en donkerveldige loper, of van de koningsloper en de dameloper. De witte koningsloper en de zwarte dameloper bewegen op dezelfde veldkleur. 

## Dammen
Ook bij het damspel bestaat het bord uit afwisselend witte en zwarte velden. De damschijven zijn net als de schaakstukken wit en zwart. Ze bewegen zich bij het internationale Poolse damspel alleen op de zwarte velden. Ook de speler met de witte damschijven noemt men de witspeler, of kortweg wit, en die met de zwarte de zwartspeler, of zwart. Ook bij dammen begint de witspeler.

## Andere bordspellen
Bij go zijn de lijnen van het bord, op de kruispunten waarvan de speelschijven worden geplaatst, vaak zwart gekleurd. De speelschijven zijn gekleurd, de kleuren zijn zwart en wit. De zwakkere speler speelt met zwart, mag de eerste zet doen en heeft daarmee het voordeel van de voorzet.
Bij reversi zijn de velden van het bord meestal ook niet gekleurd, maar soms wordt een schaakbord gebruikt. De speelschijven zijn aan een kant wit en aan de andere kant zwart. De zwartspeler begint. Men vermoedt dat het niet voordelig is om de eerste zet te mogen doen.